# Audi A3 8P
L'Audi A3 8P è la seconda generazione dell'Audi A3, un'autovettura di Segmento C prodotta dalla casa automobilistica tedesca Audi dal 2003 al 2013.

## Storia e profilo

### Debutto
La generazione 8P venne presentata per la prima volta al pubblico nel marzo del 2003 al salone di Ginevra. Inizialmente fu proposta solo ed unicamente con carrozzeria a 3 porte, mentre la 5 porte sarebbe arrivata circa un anno dopo.

### Design esterno ed interno
Sul piano del design, la A3 confermò tutti quei criteri di impostazione stilistica che a suo tempo avevano decretato il successo della prima generazione, ma attualizzandoli e perfezionandoli ulteriormente. Ne derivò un corpo vettura dall'impronta sempre sportiveggiante e grintosa anche nelle versioni di base, più basso di circa 15 mm millimetri, ma più largo di 30. Variazioni impercettibili di per sé, ma che si riflettevano sia nella vista d'insieme del corpo vettura, sia nel comportamento dinamico in quanto contribuivano ad un sia pur leggero abbassamento del baricentro. Oltre a questa riconferma nell'impostazione stilistica, vale la pena di evidenziare lo sforzo dei designer Audi teso al raggiungimento della miglior pulizia possibile nelle linee, quello che alcune fonti specializzate dell'epoca definivano come "rigore stilistico". Anche nel caso della seconda generazione della A3, quindi, il risultato fu quello di un corpo vettura dalle linee più tese, sobrie ed eleganti e nello stesso tempo più moderne. Tale tendenza era visibile già nel frontale, dove spiccavano i gruppi ottici dal taglio più aggressivo, mentre la calandra centrale era delimitata in basso dal fascione paraurti, pur dando l'impressione di continuare anche al di sotto di esso grazie alla presenza di una presa d'aria dalla forma simile. Questa trovata stilistica fu il preambolo alla successiva calandra "single frame" che sarebbe stata introdotta nella A3 solo due anni più tardi. La fiancata era caratterizzata in primis da una linea di cintura piuttosto alta e dal montante posteriore piuttosto inclinato, ma anche assai massiccio, mentre i passaruota bombati e l'accenno di minigonne conferivano un tocco di sportività in più e la nervatura longitudinale all'altezza delle maniglie porta rendeva più elegante la vista laterale andando a terminare in corrispondenza dei gruppi ottici posteriori, avvolgenti e dal nuovo disegno quasi quadrangolare, ma con lato superiore tondeggiante e plastica bianca sul lato inferiore.
L'abitacolo era caratterizzato da numerosi richiami alle altre Audi contemporanee, in particolar modo alla "sorella" sportiva TT, all'epoca ancora alla sua prima generazione. È il caso ad esempio delle bocchette di aerazione tonde, della parte inferiore della console centrale e della maniglia per l'apertura del cassetto portaoggetti sul lato destro della plancia. In generale l'abitacolo risultava più curato e rifinito grazie anche all'utilizzo di materiali di miglior qualità. Lo spazio a bordo era aumentato sensibilmente, principalmente grazie all'aumento del passo di 65 mm rispetto alla precedente A3 e nonostante gli ingombri in altezza del corpo vettura, leggermente più ridotti. Secondo la stampa dell'epoca, il posto guida arrivava a risultare comodo anche per persone di statura superiore alla media. Leggermente più ampia anche la capacità del bagagliaio, pari a 344 litri con il divano in posizione, ma ampliabili a 1.080 litri con l'abbattimento di quest'ultimo.

### Struttura, meccanica e motori

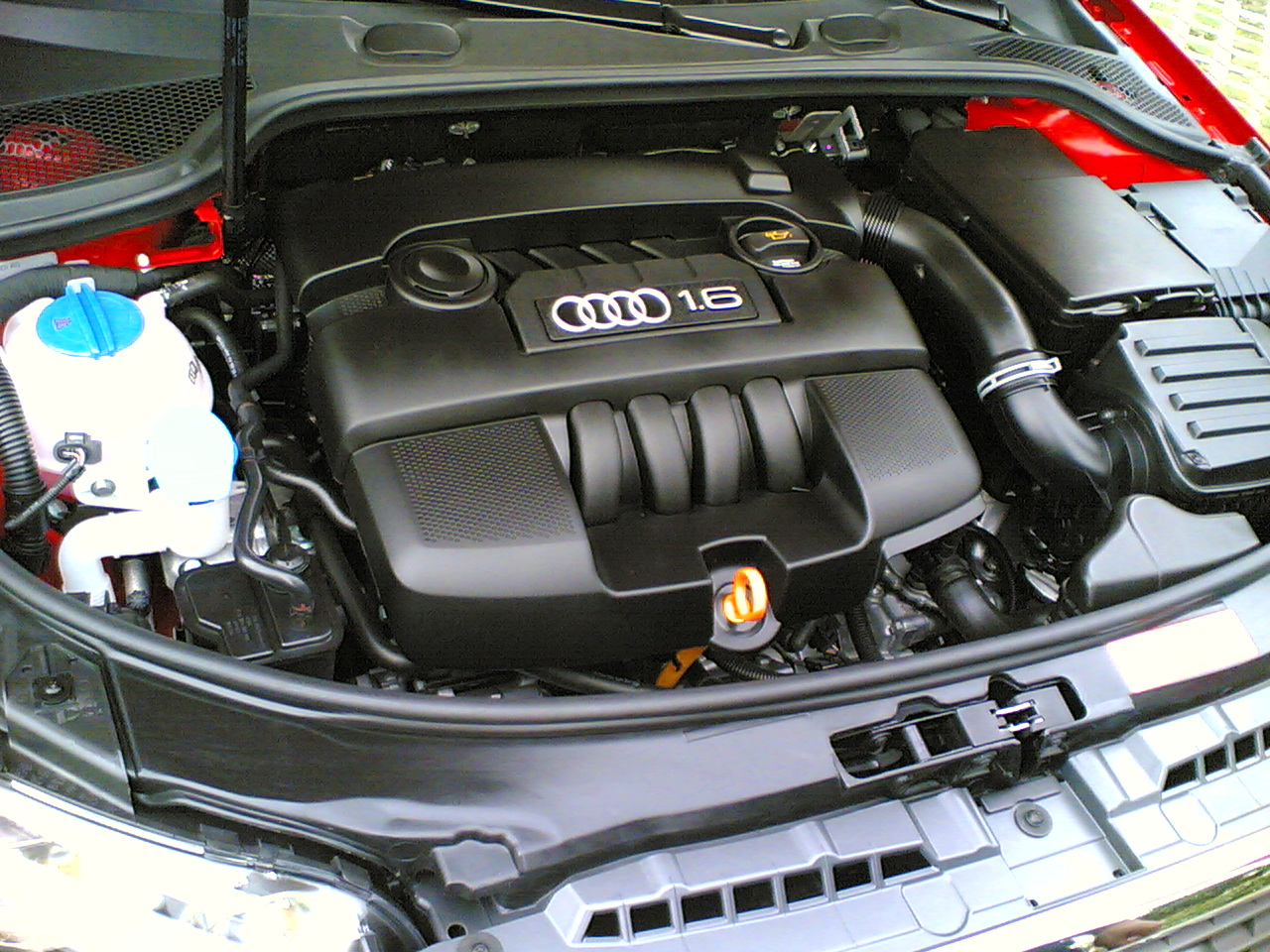
I motori 1.6 a benzina

La base meccanica della generazione 8P della A3 è la stessa della monovolume Touran di prima generazione risalente ad appena un mese prima della presentazione della stessa A3. Lo stesso pianale, denominato PQ35, verrà successivamente utilizzato per la Golf V che debutterà sempre nel 2003, ma a settembre. Riconfermata l'architettura tecnica a motore anteriore trasversale e a trazione anteriore, ma anche nella futura configurazione a trazione integrale. Vi furono anche alcune novità tecniche di spessore, a partire dal nuovo retrotreno multilink a quattro bracci in sostituzione del meno raffinato schema a ruote interconnesse, mentre all'avantreno si ritrova un affinamento della precedente soluzione di tipo MacPherson. L'impianto frenante a quattro dischi prevedeva gli autoventilanti all'avantreno e i dischi pieni al retrotreno, mentre fra le altre novità va segnalato il nuovo servosterzo ad azionamento elettrico che, secondo il costruttore tedesco, poteva anche permettere un leggerissimo risparmio di carburante, pari a 0,2 litri ogni 100 km. Al suo debutto, la seconda generazione della A3 fu proposta nelle seguenti tre motorizzazioni:

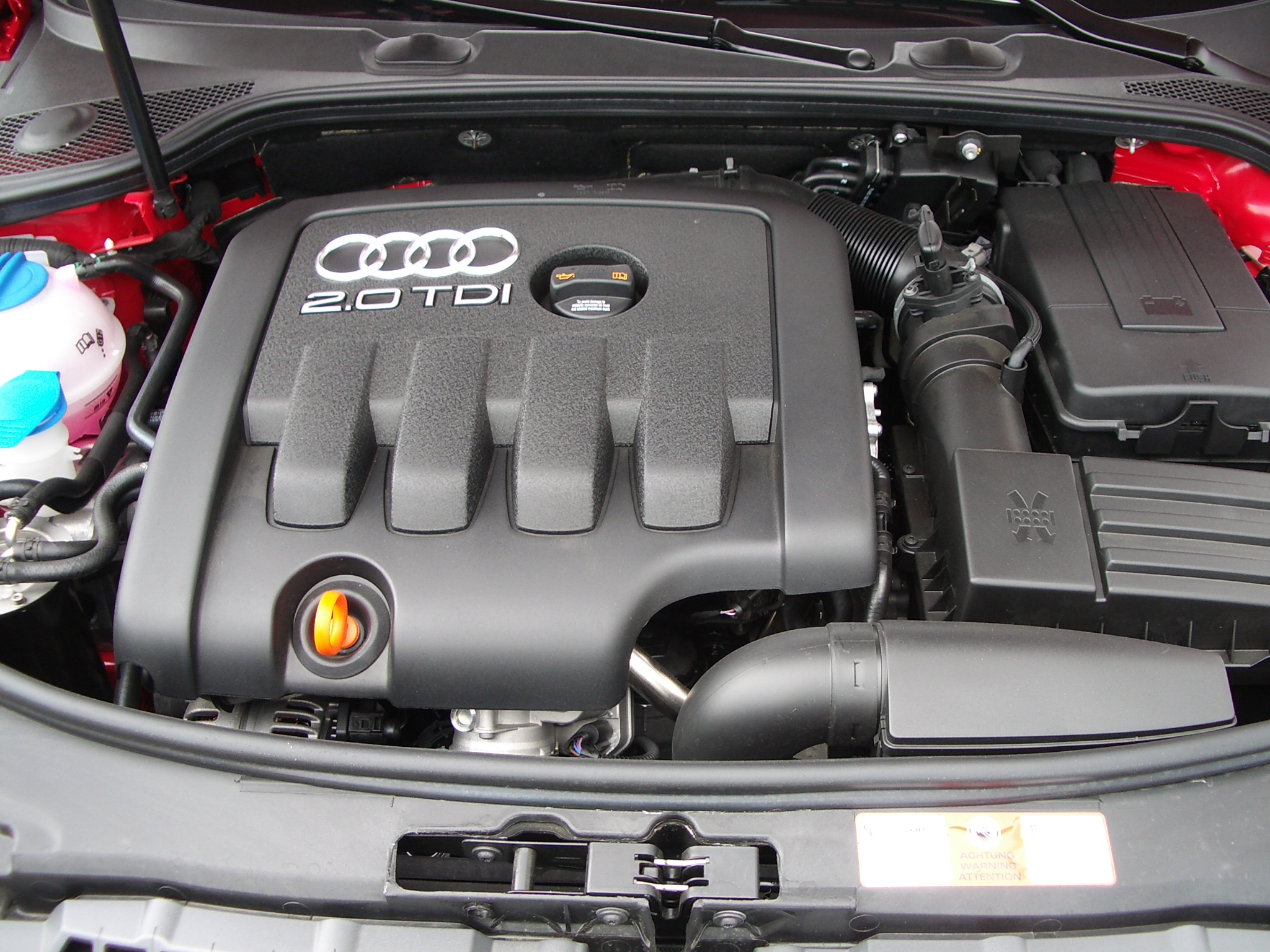
Il 2.0 TDI

- 1.6: motore EA113 da 1595 cm3, aspirato ad iniezione indiretta e con potenza massima di 102 CV;
- 2.0 FSI: nuovo motore da 1984 cm3, aspirato ad iniezione diretta e con potenza massima di 150 CV;
- 2.0 TDI: altra novità motoristica è questo 2 litri turbodiesel ad iniettore-pompa e con testata a 4 valvole per cilindro. Questo motore, della cilindrata di 1968 cm3, erogava una potenza massima di 140 CV.

Due le varianti di trasmissione previste: il 1.6 di base montava un cambio manuale a 5 marce, mentre alle restanti due motorizzazioni venne abbinato un cambio a 6 marce, sempre manuale.

### Allestimenti e dotazioni
Gli allestimenti inizialmente previsti per la seconda generazione della A3 furono tre, con le stesse denominazioni degli allestimenti della precedente A3: 
- Attraction: allestimento di base comprendente il classico volante a quattro razze con imbottitura in schiuma, cerchi da 16 pollici e rivestimenti in tessuto;
- Ambition: allestimento sportiveggiante comprendente cerchi in lega da 17 pollici, pneumatici da 225 mm di battistrada, assetto ribassato di 15 mm e rivestimenti in pelle per il volante a tre razze, la cuffia del cambio, il pomello del cambio e la leva del freno a mano;
- Ambiente: allestimento votato al comfort comprendente fra l'altro il volante a quattro razze, cerchi in lega da 16 pollici, inserti in radica, sensori pioggia e cruise control.

## Evoluzione

### I primi anni di carriera

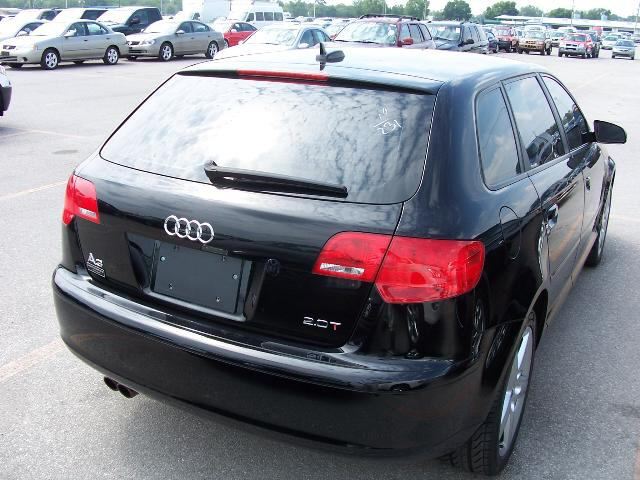
Retro della versione Sportback

La produzione della A3 di seconda generazione ebbe luogo presso lo storico stabilimento di Ingolstadt. Il primo aggiornamento si ebbe già due mesi dopo la presentazione, con l'arrivo di un'altra motorizzazione a gasolio, ossia il 1.9 TDI da 105 CV derivato da quello della precedente gamma A3. Ancora due mesi ed ecco che in piena estate 2003 si ebbe l'arrivo del nuovo motore 1.6 FSI ad iniezione diretta e con 115 CV di potenza massima. Tale motore, frutto di un progetto inedito, andò ad affiancare il 1.6 monoalbero di base da 102 CV. Contemporaneamente si ampliò anche la disponibilità di varianti di trasmissione: mentre in abbinamento al 2 litri a benzina da 150 CV era possibile avere un cambio automatico Tiptronic a 6 rapporti, il 2.0 TDI divenne ordinabile con il nuovissimo cambio DSG a doppia frizione, anch'esso a 6 rapporti. Nel frattempo, venne introdotto un quarto livello di allestimento denominato S-Line Sportpaket e che includeva sedili in pelle, cerchi in lega specifici, cielo in tessuto nero e assetto ribassato di 25 mm. Ed ancora, nel settembre del 2003 vi fu l'arrivo della versione di punta provvisoria, spinta da un motore VR6 da 3,2 litri con potenza massima di 250 CV. Tale modello segnò anche il debutto, nella A3 di seconda generazione, della trazione integrale. Tale tipo di trazione rispecchiò quanto già visto nella precedente generazione, e quindi venne riconfermata la soluzione con frizione multilamelle a bagno d'olio, montata a ridosso del retrotreno e ad attivazione elettroidraulica. Era previsto di serie un cambio manuale a 6 marce, ma a richiesta era disponibile l'ormai già noto doppia frizione a 6 rapporti. La presenza degli organi di trasmissione sul retrotreno sottrasse un po' di spazio al bagagliaio, per cui le versioni a trazione integrale avevano una capacità inferiore di circa 70 litri rispetto alle versioni a trazione anteriore.

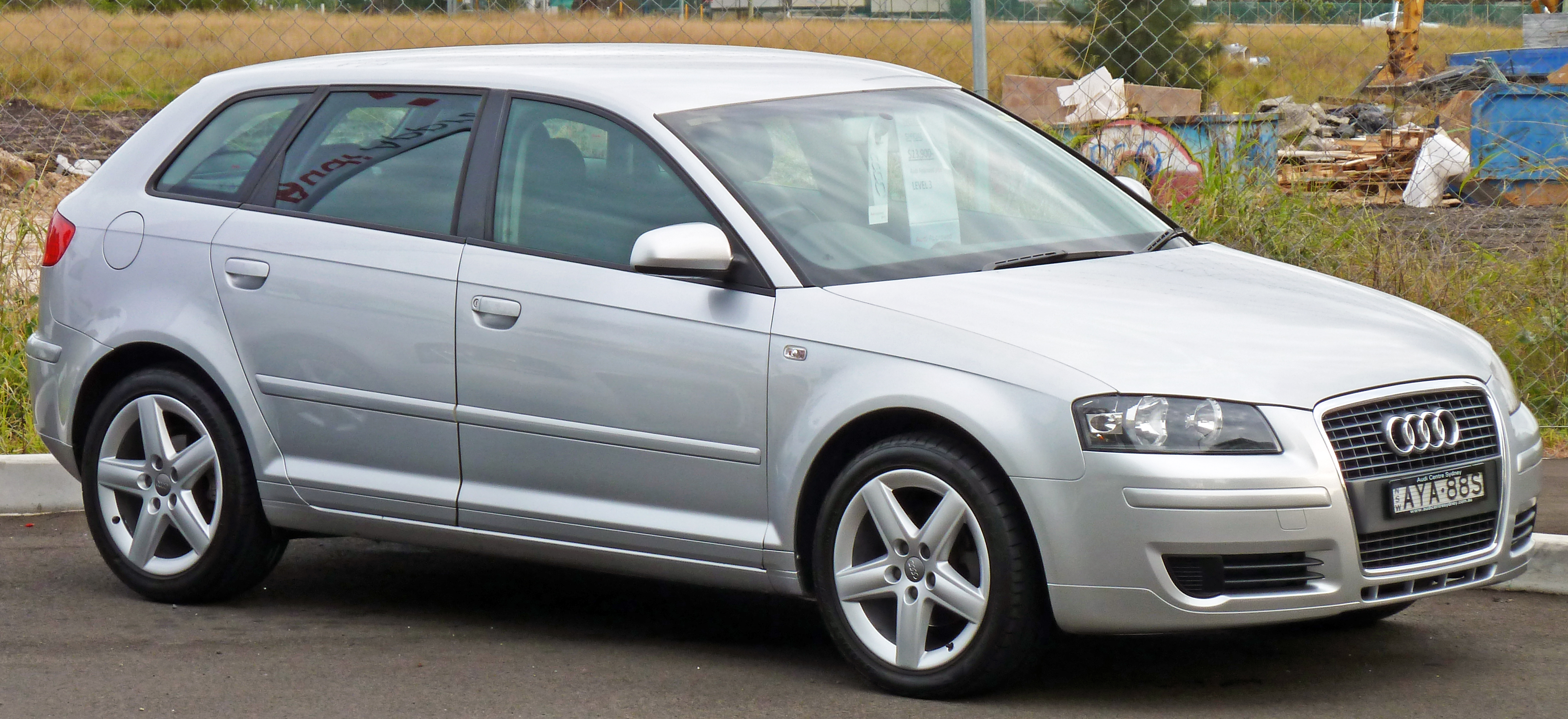
A3 Sportback, a 5 porte della gamma A3

Nel luglio del 2004, la gamma motori si ampliò ulteriormente con l'arrivo di un nuovo 2 litri turbo benzina da 200 CV, mentre due mesi dopo, a settembre, vi fu l'arrivo della A3 Sportback (sigla interna 8PA), non semplicemente una berlina a due volumi e a 5 porte, ma una vettura che univa a tale configurazione anche alcune caratteristiche tipiche di una station wagon, come i montanti posteriori meno inclinati e gli 8 cm in più di lunghezza del corpo vettura che andavano ad interessare sia la zona posteriore dell'abitacolo, sia la capacità del bagagliaio che crebbe così di una ventina di litri. Nonostante ciò, la vettura non perse smalto sul piano del look sportiveggiante, ma anzi divenne uno dei best seller anche presso la clientela che oltre alla praticità voleva una certa dose di grinta sul piano stilistico. Stilisticamente, la A3 Sportback differiva dalla versione a 3 porte non solo per le già citate caratteristiche nella zona posteriore, ma anche per la nuova calandra "single frame" (non più divisa in due parti dal fascione del paraurti, ma in un unico pezzo) che qui fece il suo debutto sulla A3 dopo essere stata inaugurata nelle contemporanee Audi A8 e A6. I gruppi ottici posteriori erano invece di forma più allungata e a sviluppo orizzontale, con una parte di essi che rimaneva integrata nel portellone e l'altra sul parafango. Con l'arrivo della A3 Sportback, la gamma della A3 praticamente raddoppiò in quanto le motorizzazioni previste erano le stesse già presenti nella gamma della versione a 3 porte.

### Il primo restyling

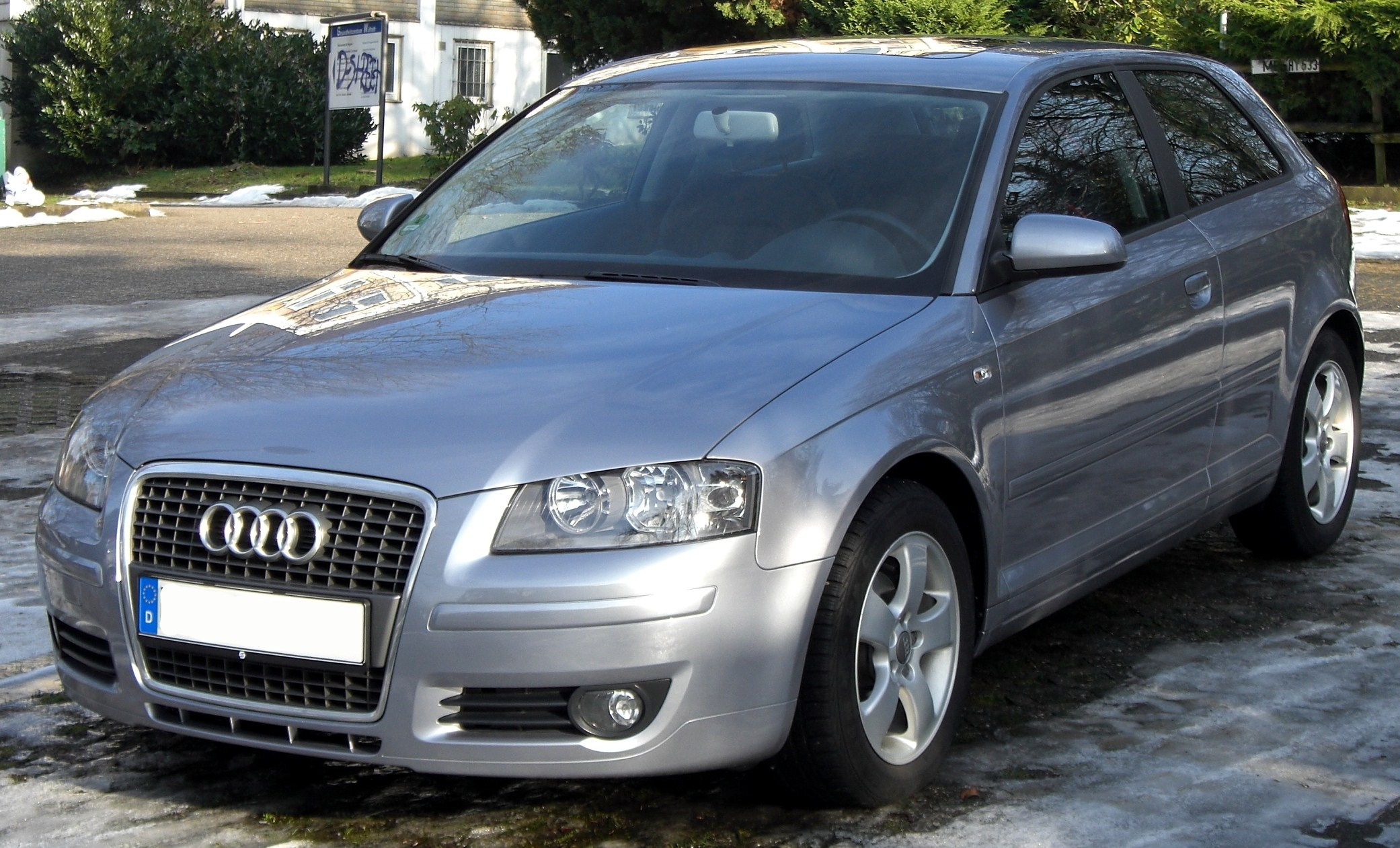
Con l'aggiornamento del 2005, anche la A3 a 3 porte passò alla calandra "single frame"

Nel giugno del 2005 si ebbe il primo aggiornamento stilistico, che esternamente coinvolse soprattutto la versione a 3 porte, la quale beneficiò dell'arrivo della calandra "single frame" come nella berlina a 5 porte. Il tema stilistico della calandra a "single frame" venne fra l'altro ripreso nell'abitacolo dal mozzo del nuovo volante che ne riprese la forma. La gamma motori rimase quasi invariata, fatta eccezione per il 2 litri a gasolio, che tornò alla configurazione a due valvole pr cilindro, ma mantenendo invariate le sue prestazioni e introducendo invece il filtro antiparticolato. 

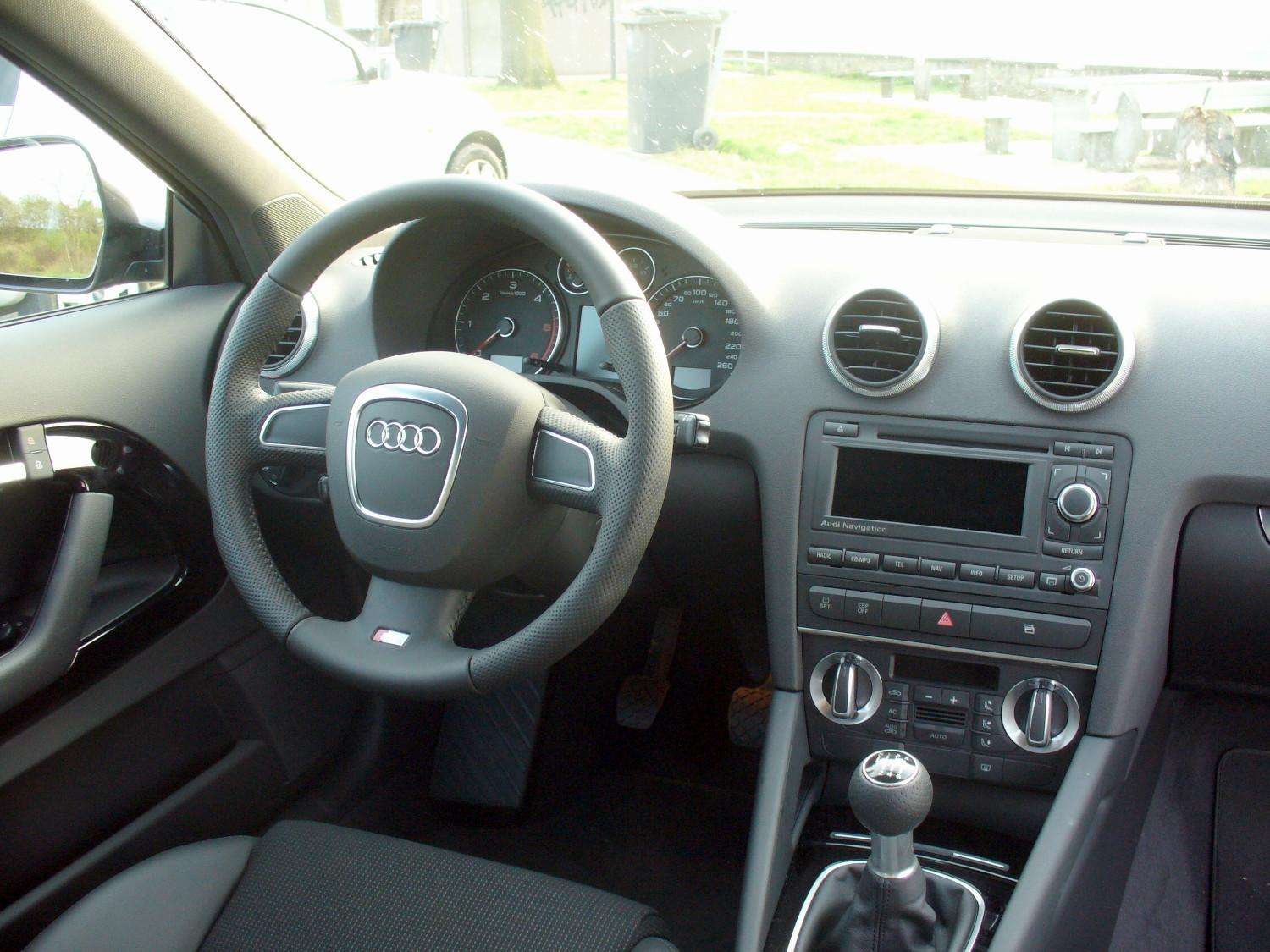
Interni

Sul piano degli allestimenti, vi fu invece l'arrivo di un quinto livello di allestimento denominato S-Line Exterieur. La sua dotazione includeva fra l'altro il ridisegnamento dei paraurti in chiave più sportiva uno spoiler sul tetto, piccole scritte identificative S-Line davanti dietro e ai lati, fendinebbia e doppio terminale di scarico. Nel mese di settembre vi fu invece l'arrivo dei fari bi-xeno, mentre nel marzo del 2006 la gamma tornò ad ampliarsi con l'arrivo di un nuovo 2 litri turbodiesel, anch'esso con iniettore-pompa e testata a 16 valvole, ma anche con filtro antiparticolato come nella versione da 140 CV recentemente aggiornata. Il nuovo 2 litri turbodiesel era in grado di erogare una potenza massima di 170 CV e si pose quindi come top di gamma fra i modelli a gasolio. Anche questo motore era abbinabile alla trazione integrale. 

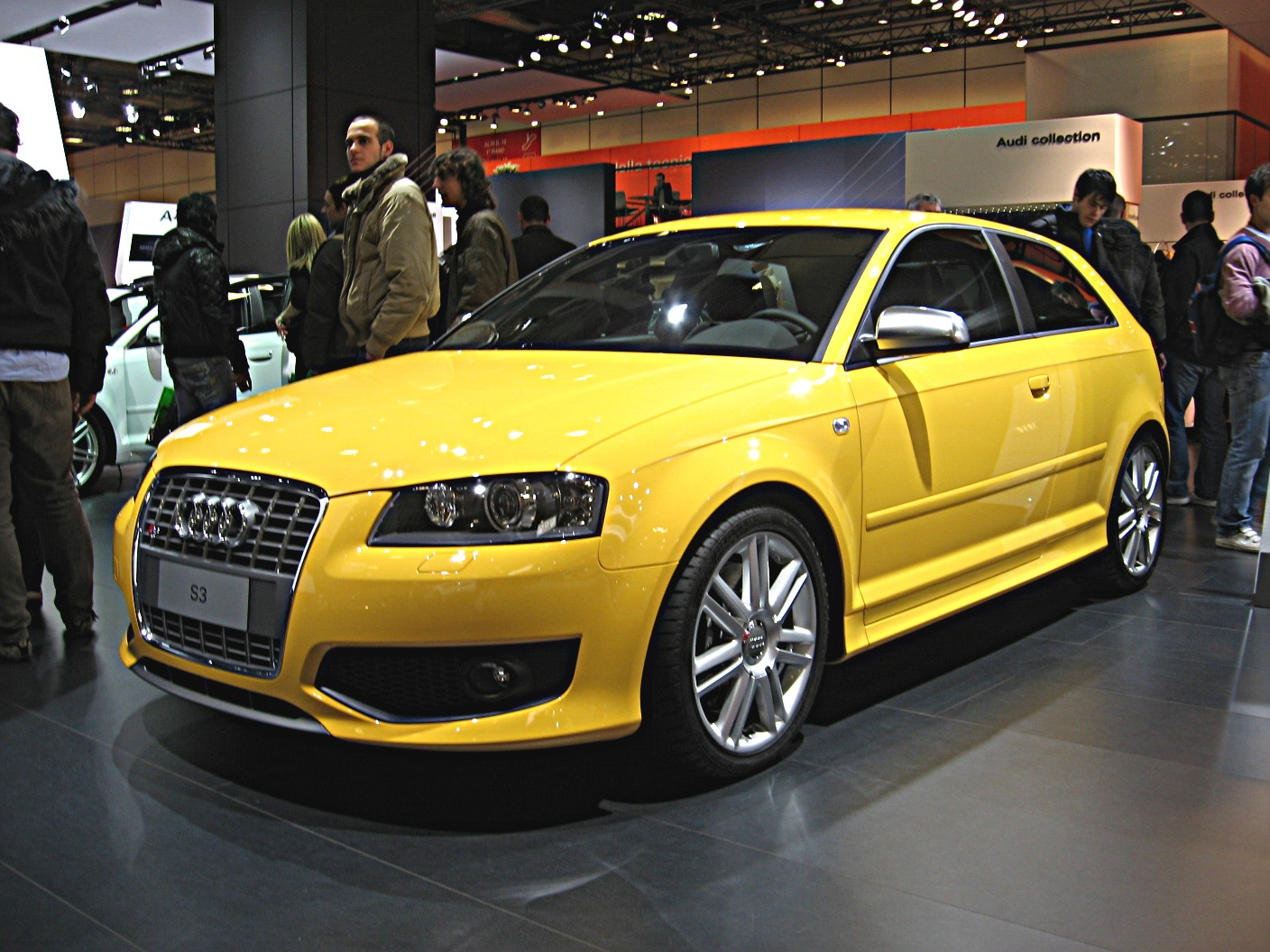
S3 di seconda generazione

Cinque mesi dopo, ad agosto, si ebbe invece il lancio della nuova S3, destinata a porsi al vertice della gamma scalzando così dal trono la versione dotata di motore aspirato da 3,2 litri che comunque resterà in listino. La S3 era equipaggiata con un motore da 2 litri turbocompresso da 265 CV di potenza massima e venne inizialmente prevista solo in abbinamento alla carrozzeria a 3 porte. Alla fine del 2006, il 2 litri aspirato da 150 CV venne pensionato per lasciare il posto ad un 1.8 turbo ad iniezione diretta da 160 CV. Stava per cominciare l'era del downsizing, in cui i motori pre-esistenti venivano via via sostituiti da altri di cilindrata inferiore e spesso sovralimentati per mantenerne inalterate, o addirittura migliorare, le prestazioni. E così, dopo questo primo esempio di downsizing, nell'agosto del 2007 il 1.6 FSI da 115 CV venne sostituito dal 1.4 TFSI da 125 CV. Ma già nel marzo di quello stesso anno vi fu un'altra novità sul fronte dei motori diesel: venne infatti introdotta in alcuni mercati la motorizzazione 1.9 TDIe, versione studiata per ottimizzare il risparmio di carburante e minimizzare i consumi. Questa versione era caratterizzata dall'allungamento di terza e quarta marcia, dalla presenza sul cruscotto dell'indicatore del momento ideale per cambiare marcia, dalla presenza di alcune appendici aerodinamiche appositamente studiate fra cui anche specifici copricerchi a bassa resistenza, dalla mappatura specifica per la centralina e dall'assetto ribassato per ridurre ulteriormente la resistenza aerodinamica. Nel novembre del 2007, infine, la lista optional si allungò con l'arrivo del kit viva voce. Questa fase della carriera commerciale si concluse all'inizio del 2008, quando venne introdotta l'inedita variante di carrozzeria cabriolet, con cui la casa di Ingolstadt fece debuttare anche nella gamma A3 i nuovi gruppi ottici anteriori dotati di luci a led sul alto superiore.

### Il secondo restyling e gli ultimi anni di carriera

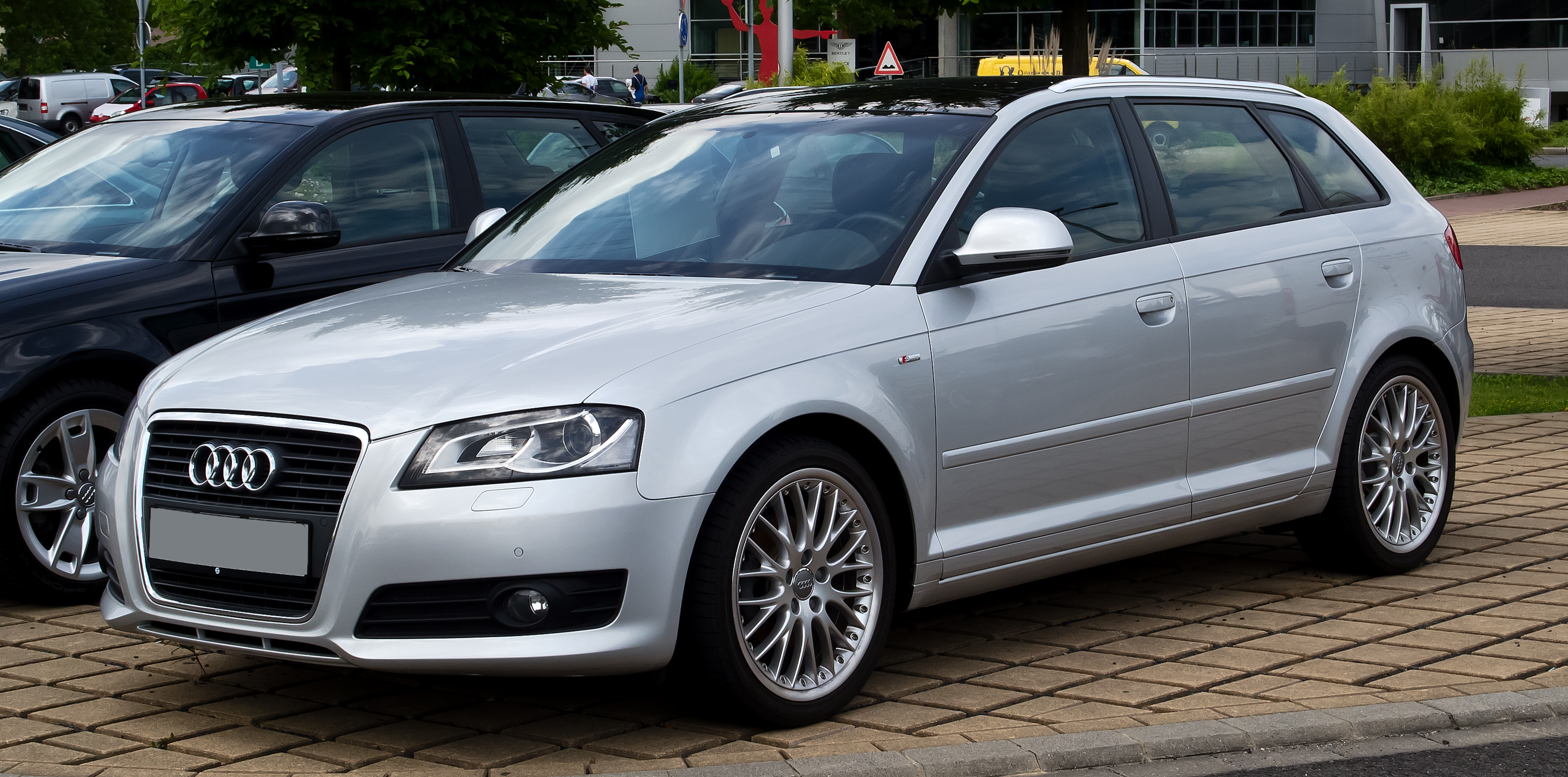
Una A3 Sportback dopo il restyling del 2008

Nell'aprile del 2008 vi fu il vero aggiornamento alla gamma, stavolta esteso anche alla versione Sportback: a cambiare fu innanzitutto il frontale, che anche nelle versioni con carrozzeria chiusa andò ad includere i nuovi gruppi ottici ridisegnati e dotati di una fila di luci diurne a led nel lato superiore. Tale soluzione, già adottata in altri modelli della casa tedesca, come già visto venne anticipata dalla versione cabriolet pochi mesi prima del restyling. Con l'aggiornamento dell'aprile 2008 i fari a led divennero di serie anche in abbinamento alle altre configurazioni di carrozzeria. Inoltre, sempre nel frontale, il cofano motore divenne più liscio e scolpito, con le due nervature longitudinali più evidenti e che andavano a raccordarsi con la calandra "single frame" sia lateralmente che sul lato inferiore costituendone quasi una cornice. Infine venne ridisegnato anche il paraurti, anch'esso più liscio e con nuove prese d'aria laterali. Lateralmente, gli indicatori di direzione migrarono sulle calotte degli specchietti retrovisori esterni, mentre dietro vi fu il ridisegnamento del paraurti e la rivisitazione dei gruppi ottici posteriori. Per quanto riguarda la gamma motori, i due motori diesel da 2 litri vennero sostituiti in blocco con nuovi motori turbodiesel common rail, i primi con questa tecnologia ad essere montati sotto il cofano di una A3. Tali motori mantennero inalterate le rispettive doti di erogazione con 140 e 170 CV di potenza massima. Sempre sul piano tecnico, in abbinamento ad alcune motorizzazioni vi fu la disponibilità, a richiesta, del nuovo cambio DSG a 7 rapporti, mentre sempre a richiesta divennero disponibili le nuove sospensioni magnetoreologiche regolabili elettronicamente su due programmi di funzionamento.

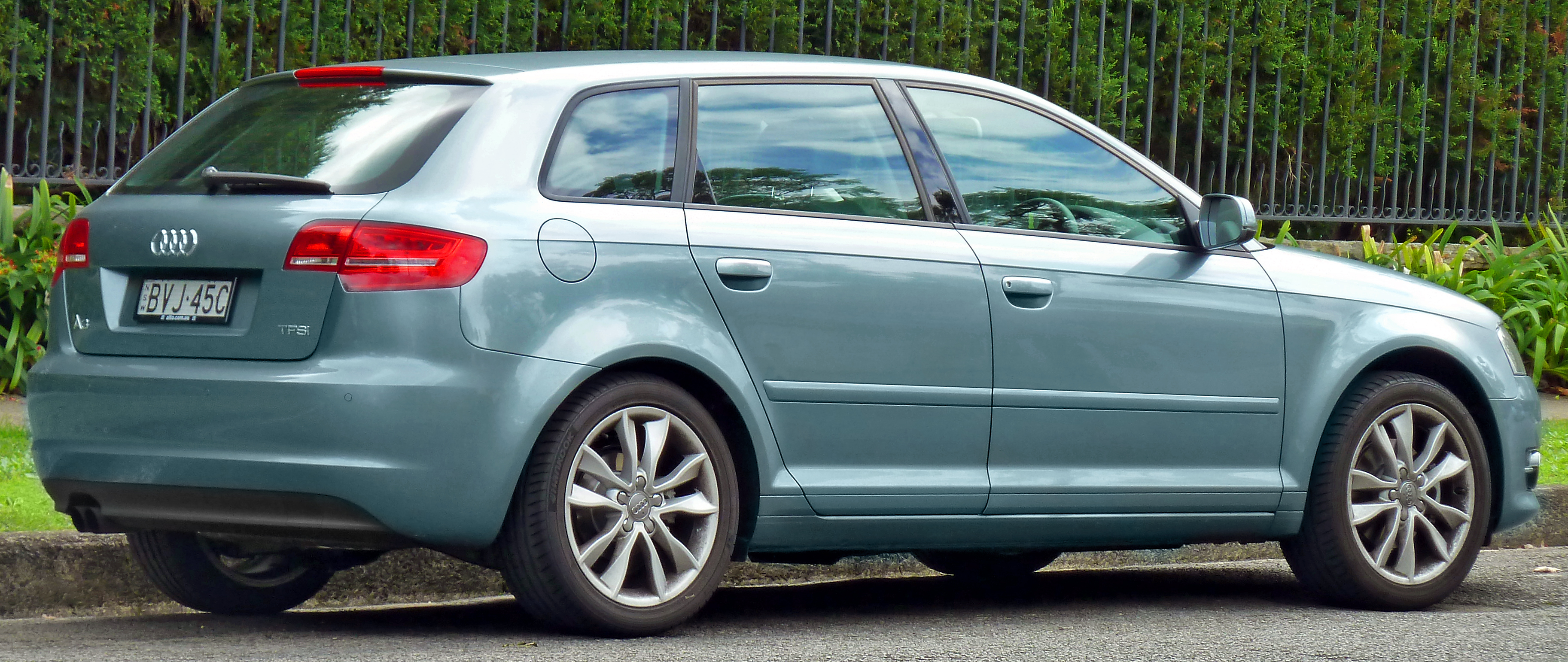
Vista posteriore di una Sportback dopo il restyling del 2008

Nella tarda primavera del 2009, la gamma di motori diesel si estese verso il basso con l'arrivo del 1.6 TDI disponibile sia con 90 che con 105 CV di potenza massima. Poco tempo dopo, la vice top di gamma con motore VR6 da 3,2 litri venne tolta definitivamente di listino, mentre pochi mesi dopo fu la volta del 1.9 TDI, ormai surclassato in efficienza ed economia di esercizio dalla più moderna unità 1.6 TDI di pari potenza. Quest'ultimo, fra l'altro, venne a sua volta proposto in versione economa, come già nel caso del 1.9 TDIe. La A3 1.6 TDIe (questo il nome del modello, era fra l'altro accreditata di emissioni di anidride carbonica inferiori a 100 g/km. In autunno debuttò invece il nuovo 1.2 TFSI da 105 CV, una motorizzazione di base destinata a sostituire l'ormai superato 1.6 aspirato da 102 CV che a quel punto era ancora presente in gamma fin dal debutto della 8P. Durante tutto il 2010 non vi furono aggiornamenti di sorta, se si escludono alcuni ritocchi estetici di dettaglio. Fu invece nel marzo del 2011 che si ebbe il debutto della nuova top di gamma, ossia la RS3. Questo modello, previsto solo con carrozzeria Sportback, montava un motore da 2,5 litri sovralimentato da turbocompressore ed in grado di erogare una potenza massima di ben 340 CV. L'arrivo della RS3 fu l'ultimo acuto nella lunga carriera commerciale della A3 di seconda generazione: nel marzo del 2013 essa scomparve definitivamente dai listini: già da qualche mese era infatti in commercio la terza generazione (anch’essa inizialmente solo a 3 porte), presentata a Ginevra già un anno prima.

### Audi S3

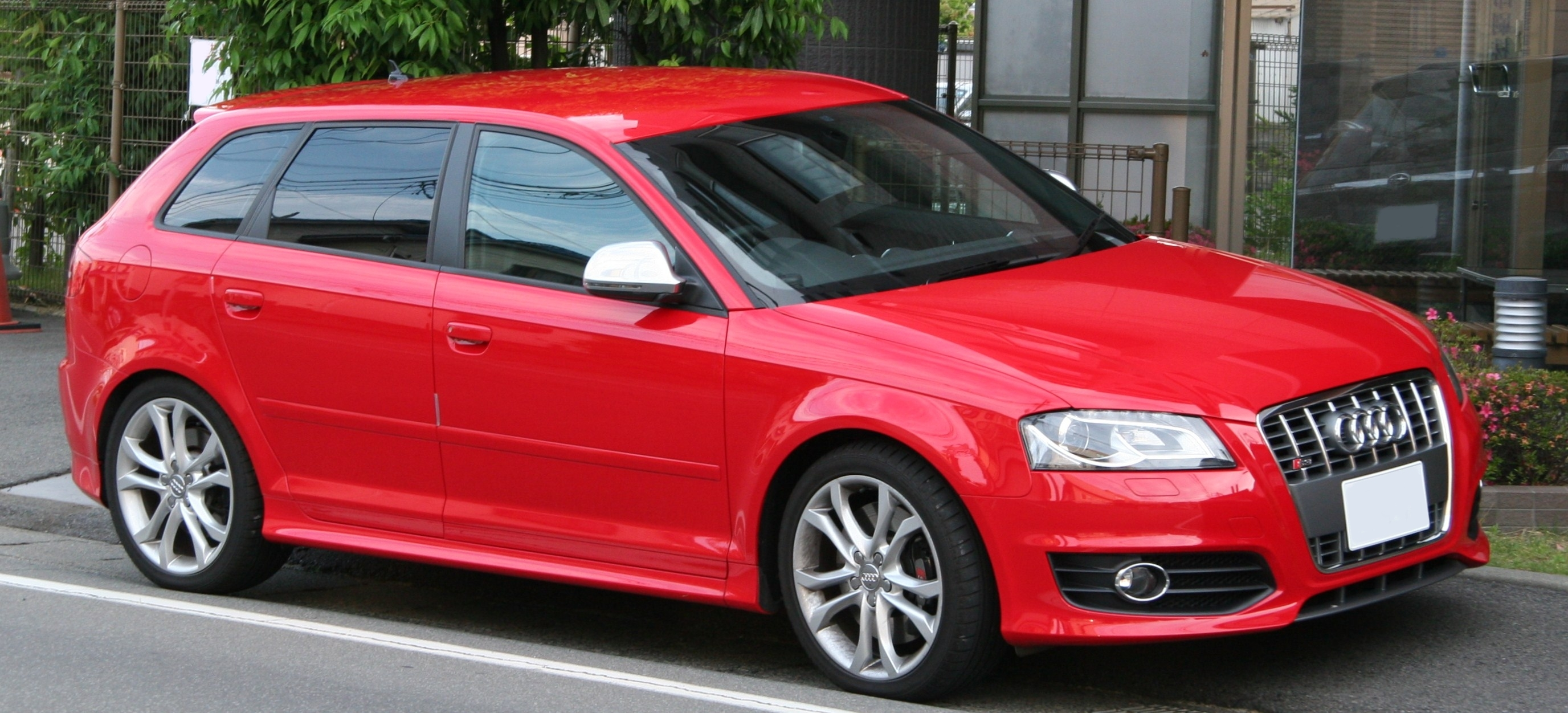
Una S3 Sportback, disponibile solo dopo il restyling del 2008

Lanciata nell'agosto del 2006, la S3 si prose come top di gamma prima dell'arrivo dell'ancor più prestante RS3. Esternamente la vettura non si discostava molto dalle altre A3, seguendo quindi la tendenza alla sobrietà tipica di quasi tutta la produzione dei marchi premium tedeschi. La S3 era distinguibile per la calandra cromata e associata al logo S3, logo che veniva ripetuto anche in coda. Erano differenti anche le prese d'aria sui paraurti, di maggiori dimensioni anche se non particolarmente vistose. Posteriormente era invece visibile il terminale di scarico sdoppiato e cromato, mentre la fiancata era resa più grintosa dalla presenza dei cerchi in lega da 18 pollici e dal disegno specifico. Anche internamente la sobrietà regnava sovrana e bisognava pagare un sovrapprezzo piuttosto consistente per ottenere i sedili anteriori profilati, dal disegno molto sportivo e rivestiti in pelle oppure il volante sportivo a tre razze sportivo e appiattito nella parte inferiore. Il propulsore della S3 era un nuovo 2 litri a benzina sovralimentato mediante un turbocompressore che agiva con una pressione di sovralimentazione pari a 1,2 bar. Grazie all'intercooler la temperatura dell'aria compressa veniva abbassata consentendo quindi di introdurre una massa d'aria superiore all'interno dei quattro cilindri. Il risultato era traducibile in una potenza massima di 265 CV, in uno scatto da 0 a 100 km/h coperto in 5 secondi e in una velocità massima autolimitata a 250 km/h. Per gestire la potenza dell'esuberante motore, intervenivano la già nota trazione integrale con frizione Haldex multidisco a bagno d'olio e le sospensioni opportunamente rivisitate e tarate, con un assetto ribassato di 25 mm rispetto alle A3 standard e l'avantreno fissato ad un telaietto ausiliario in lega di alluminio per aumentare la rigidità nella zona anteriore.
Inizialmente riservata alla sola carrozzeria a 3 porte, la S3 divenne disponibile anche con carrozzeria a 5 porte Sportback solo a partire dall'aprile del 2008, quando l'intera gamma venne sottoposta al restyling di mezza età. Le prestazioni non mutavano di molto da una versione all'altra. La produzione della S3 di seconda generazione cessò nell'ottobre del 2012, pochi mesi prima del pensionamento completo di tutta la gamma.

### Audi RS3

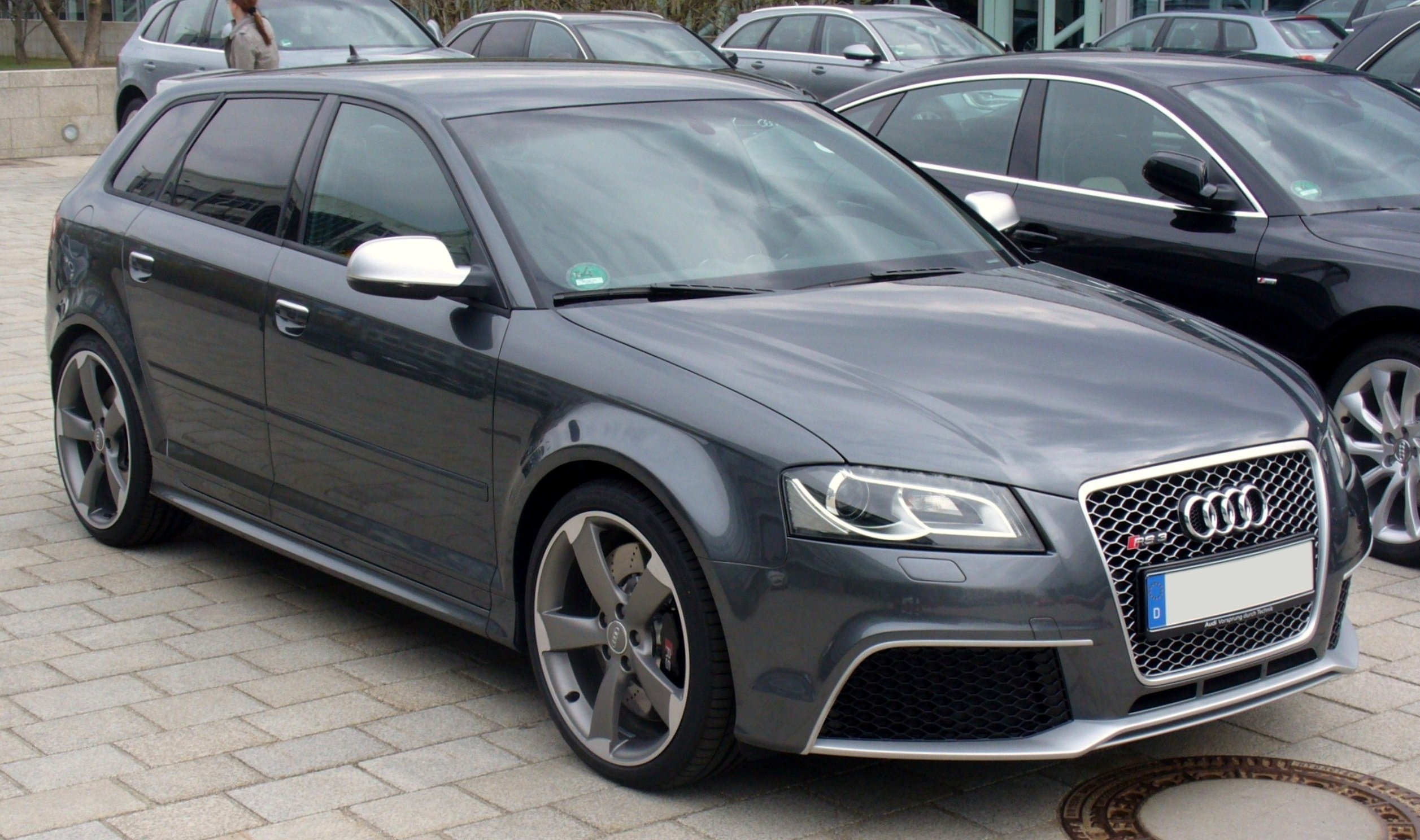
RS3 Sportback

Introdotta nel marzo 2011, la RS3 fu la top di gamma della A3 di seconda generazione. Questo modello era disponibile solo ed unicamente con carrozzeria a 5 porte ed esternamente più riconoscibile di quanto non lo fosse la S3. 

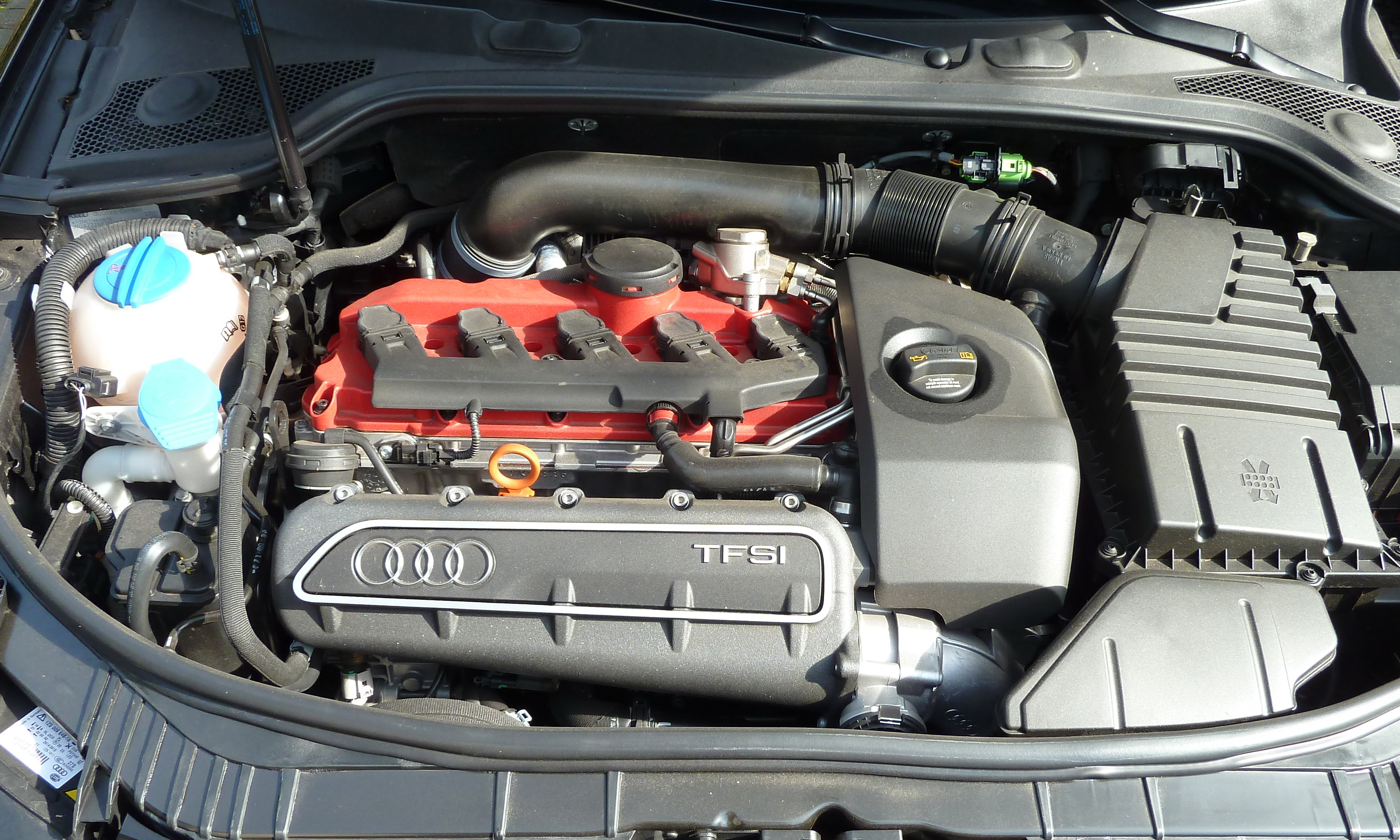
Motore turbo a 5 cilindri della RS3

Nella RS3 balzavano immediatamente all'occhio i parafanghi allargati, le grosse prese d'aria sul paraurti anteriore, i cerchi in lega specifici da 19 pollici, il logo RS3 su calandra e portellone posteriore e i grintosi sedili avvolgenti rivestiti in pelle con cuciture rosse a rombi sui fianchetti. La RS3 era spinta dal motore EA855, un'unità da 2480 cm³ proposta nel frazionamento a 5 cilindri che richiamava le Audi quattro degli anni '80. Tale motore era alimentato ad iniezione diretta e sovralimentato mediante un turbocompressore a geometria variabile, a sua volta raffreddato tramite intercooler. Grazie a questa unità motrice, la RS3 poteva disporre di una potenza massima di ben 340 CV, gestiti dall'elettronica di bordo, da un assetto opportunamente tarato e rivisitato, ma anche dalla trazione integrale e da un cambio a doppia frizione a 7 rapporti, previsto di serie. Con una velocità massima sempre autolimitata a 250 orari, la RS3 fermava il cronometro a 4,6 secondi nello scatto da 0 a 100 km/h. La produzione della RS3 durò circa un anno e mezzo, per cessare nell'ottobre del 2012 assieme alla S3.

### Audi A3 Cabriolet

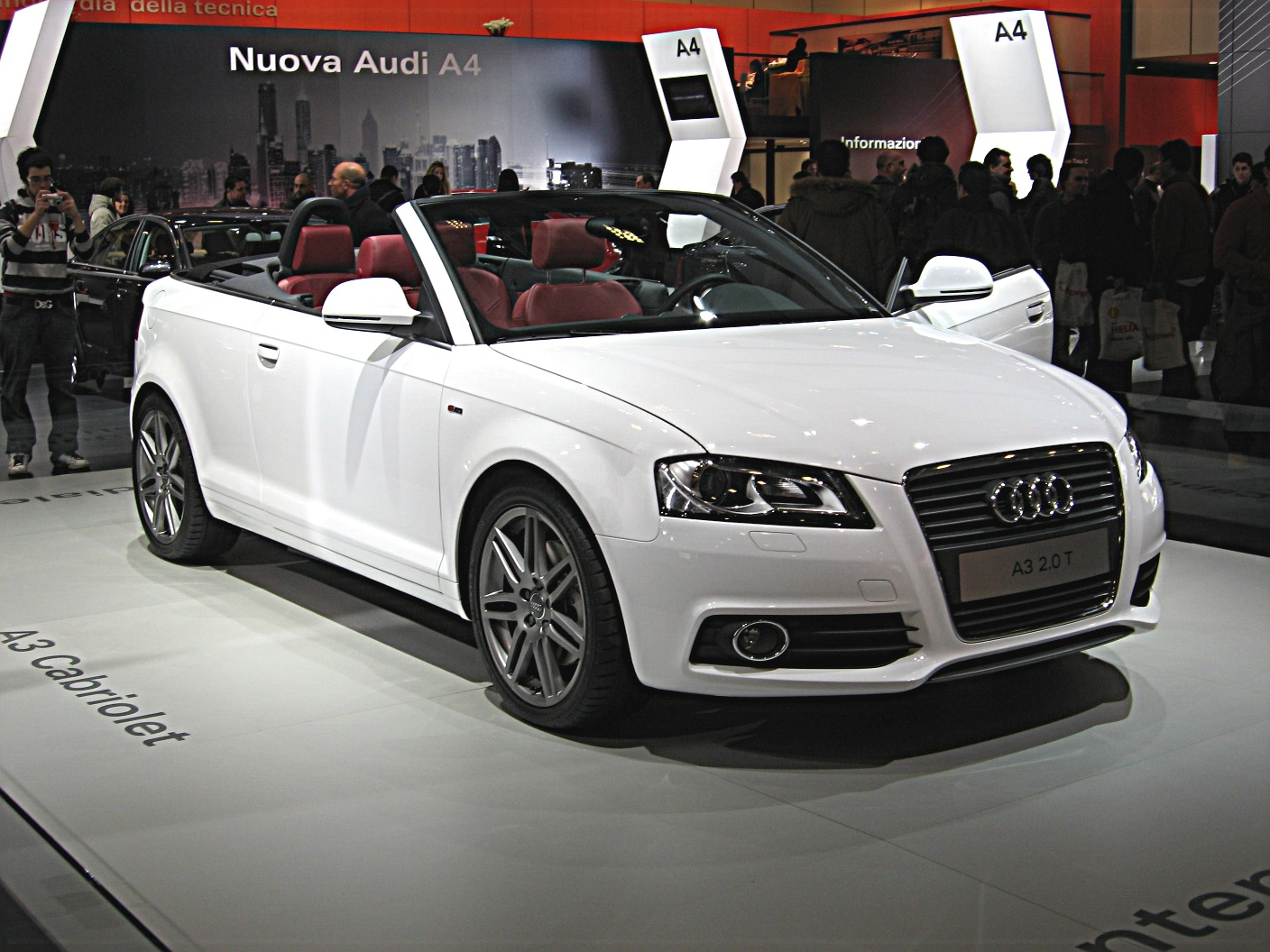
A3 Cabriolet

La prima versione della A3 dotata di capote ripiegabile venne introdotta in listino nel gennaio del 2008, poco tempo prima del restyling dell'intera gamma 8P. E di questo restyling, come già accennato, la A3 Cabriolet anticipò alcune soluzioni, prima fra tutte quella relativa ai fari anteriori ridisegnati al loro interno e dotati di luci a led disposte in fila lungo il lato superiore di ogni gruppo ottico. Posteriormente, invece, i gruppi ottici furono di forma inedita, sempre a sviluppo orizzontale , ma dal disegno più lineare. La A3 Cabriolet della serie 8P venne derivata dalla berlina a 3 porte: rispetto ad alcune convertibili dell'epoca, che facevano uso di tetti ripiegabili in metallo, la A3 Cabriolet preferì invece montare una classica capote in tela, più leggera e più pratica da gestire. Una volta tagliato via il tetto, i rinforzi alla scocca necessari per garantire un adeguato livello di rigidezza strutturale avevano portato ad un aggravio di peso pari a 135 kg, sensibile ma non esagerato, cosicché la vettura riusciva a mantenersi brillante ed agile durante la marcia. 

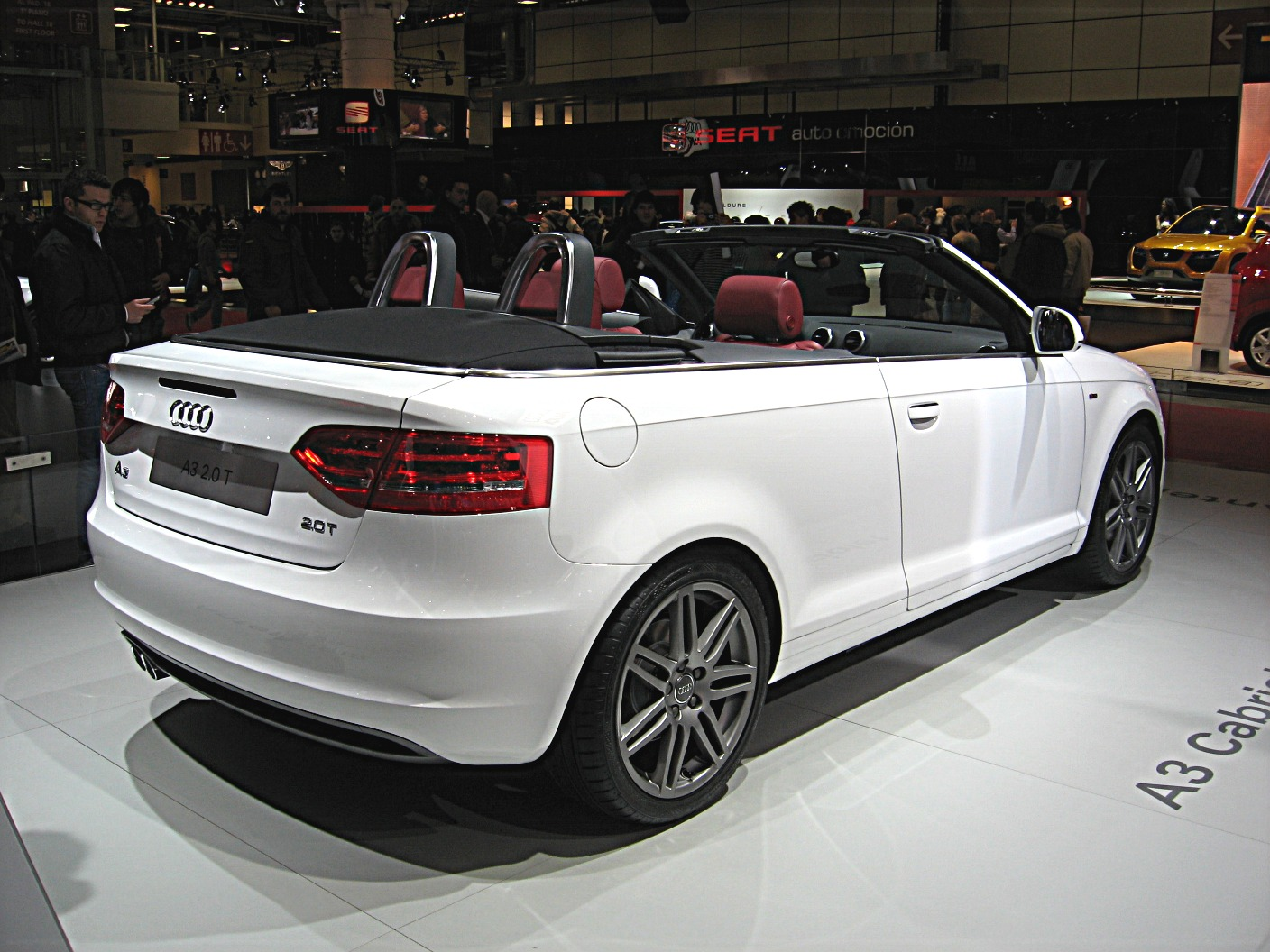

Il risultato fu una vettura che, in quanto aveva il terzo volume del bagagliaio corto, consentiva alla vettura di apparire quasi come una vettura a due volumi. A proposito del bagagliaio, la presenza di uno spazio da destinare alla capote ripiegata non ha influito in maniera esagerata nella capacità complessiva, che rimase pari a 260 litri, appena venti litri in meno rispetto ad una 3 porte a trazione integrale. Quest'ultima soluzione non venne mai prevista per la cabriolet, che invece venne proposta unicamente con ruote motrici anteriori. Quanto alla gamma motori, al suo debutto la A3 Cabriolet poteva contare su quattro unità motrici, tutte già previste anche per le versioni con carrozzeria chiusa:

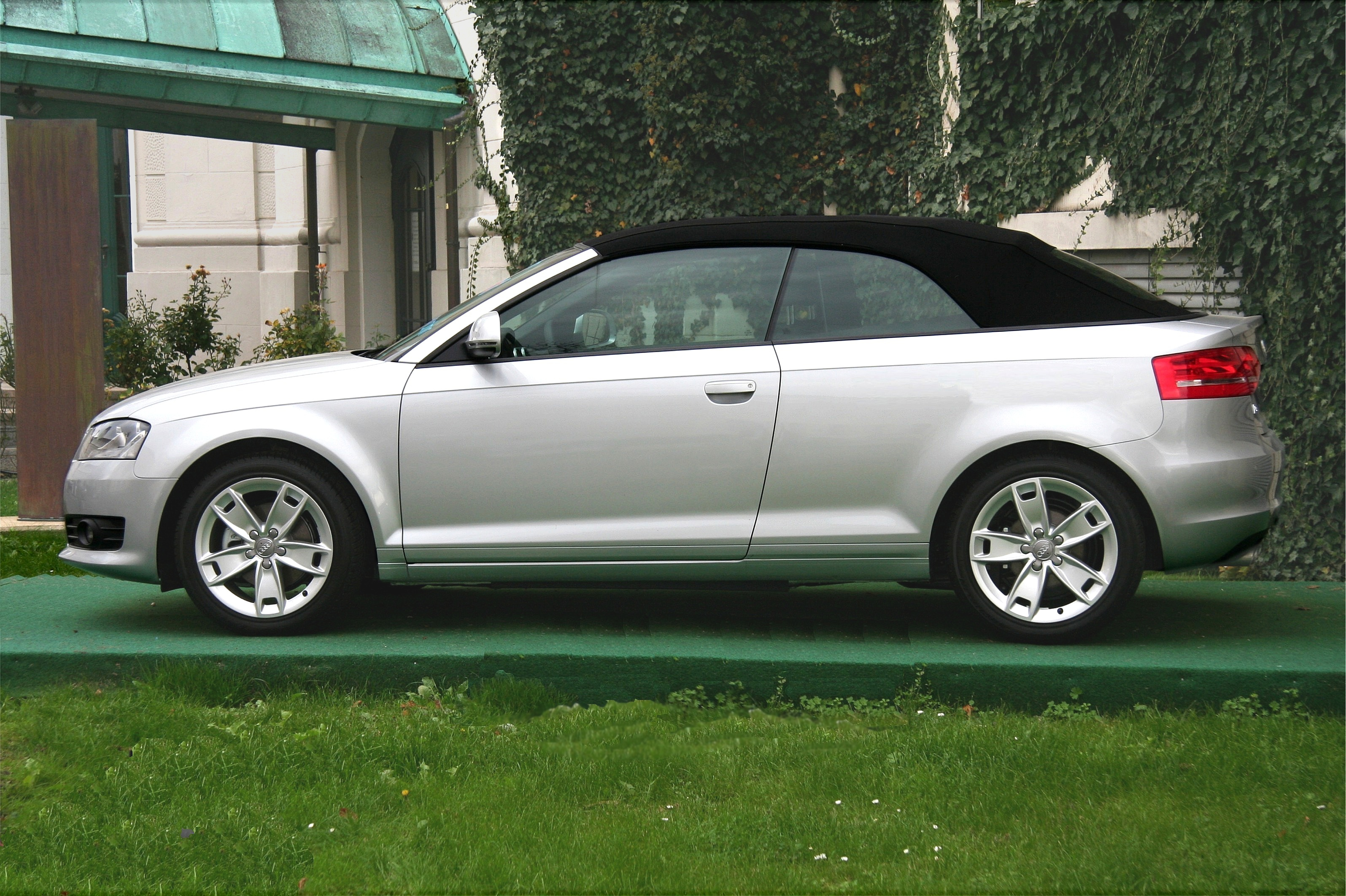
Una A3 Cabriolet a capote chiusa

- 1.6: si tratta del 1.6 aspirato di base da 102 CV;
- 1.8 TFSI: motore 1.8 turbo da 160 CV;
- 2.0 TFSI: motore 2 litri turbo da 200 CV;
- 1.9 TDI: motore 1.9 turbodiesel con iniettore-pompa da 105 CV.

Poco dopo il lancio, contestualmente al restyling dell'intera gamma, entrò in listino anche il 2 litri common rail previsto per la gamma restyling a partire dal mese di aprile del 2008. Durante la sua carriera commerciale, la gamma della A3 Cabriolet ricalcò all'incirca l'evoluzione delle versioni chiuse, sempre limitatamente ai motori e agli allestimenti di cui essa disponeva. Così, ad esempio, alla fine del 2009 il 1.6 di base venne sostituito dal 1.2 TFSI, mentre il 1.9 TDI venne sostituito nello stesso periodo da 1.6 TDI di pari potenza. La A3 Cabriolet concluse la sua carriera commerciale nel marzo del 2013 assieme alle altre versioni della gamma 8P.

## Riepilogo caratteristiche
Di seguito vengono riepilogate le caratteristiche relative alle varie versioni costituenti la gamma della seconda generazione dell'Audi A3 in Europa. Si tenga presente che alcune delle motorizzazioni qui incluse potevano essere disponibili in alcuni mercati europei e non in altri:
| Audi A3 8P (2003-13)     |                         |                             |            |                                                               |                |                |           |                            |                    |              |                     |                    |                       |                    |
| Modello                  | Carrozzeria             | Motore                      | Cilindrata | Alimentazione                                                 | Potenza CV/rpm | Coppia Nm/rpm  | Trazione  | Cambio/ N°rapporti         | Massa a vuoto (kg) | Velocità max | Acceler. 0–100 km/h | Consumo (l/100 km) | Emissioni CO2/ (g/km) | Anni di produzione |
| Versioni a benzina       |                         |                             |            |                                                               |                |                |           |                            |                    |              |                     |                    |                       |                    |
| 1.2 TFSI                 | berlina 3p/5p           | EA111 (CBZB)                | 1197       | Iniezione elettronica diretta, turbocompressore e intercooler | 105/5000       | 175/ 1500-3500 | Anteriore | Manuale 6 marce            | 1.205              | 192          | 11"                 | 5,5                | 127                   | 11/2009-03/2013    |
| 1.2 TFSI                 | cabriolet               | EA111 (CBZB)                | 1197       | Iniezione elettronica diretta, turbocompressore e intercooler | 105/5000       | 175/ 1500-3500 | Anteriore | Manuale 6 marce            | 1.360              | 188          | 12"2                | 5,8                | 132                   | 11/2009-03/2013    |
| 1.4 TFSI                 | berlina 3p/5p cabriolet | EA111 (CAXC)                | 1390       | Iniezione elettronica diretta, turbocompressore e intercooler | 125/5000       | 200/ 1500-4000 | Anteriore | Manuale 6 marce            | 1.255 1410         | 203 199      | 9"4                 | 5,8                | 132                   | 08/2007-03/2013    |
| 1.6                      | berlina 3p/5p           | EA113 (BGU, BSE, BSF, CCSA) | 1595       | Iniezione elettronica indiretta                               | 102/5600       | 148/3800       | Anteriore | Manuale 5 marce            | 1.205              | 185          | 11"9                | 7                  | 168                   | 03/2003-04/2010    |
| 1.6                      | cabriolet               | EA113 (BGU, BSE, BSF, CCSA) | 1595       | Iniezione elettronica indiretta                               | 102/5600       | 148/3800       | Anteriore | Manuale 5 marce            | 1.255              | 183          | 12"5                | 7,4                | 167                   | 01/2008-04/2010    |
| 1.6 FSI                  | berlina 3p/5p           | EA113 (BAG, BLF, BLP)       | 1598       | Iniezione elettronica diretta                                 | 115/6000       | 155/4000       | Anteriore | Manuale 6 marce            | 1.210              | 196          | 10"9                | 6,9                | 156                   | 07/2003-08/2007    |
| 1.8 TFSI                 | berlina 3p/5p           | EA888 (BYT, BZB, CDAA)      | 1798       | Iniezione elettronica diretta, turbocompressore e intercooler | 160/ 4500-6200 | 250/ 1500-4200 | Anteriore | Manuale 6 marce            | 1.280              | 222          | 7"6                 | 6,5                | 152                   | 01/2007-03/2013    |
| 1.8 TFSI                 | cabriolet               | EA888 (BYT, BZB, CDAA)      | 1798       | Iniezione elettronica diretta, turbocompressore e intercooler | 160/ 4500-6200 | 250/ 1500-4200 | Anteriore | Manuale 6 marce            | 1.425              | 218          | 8"2                 | 6,8                | 238                   | 01/2008-03/2013    |
| 1.8 TFSI quattro         | berlina 3p/5p           | EA888 (BYT, BZB, CDAA)      | 1798       | Iniezione elettronica diretta, turbocompressore e intercooler | 160/ 4500-6200 | 250/ 1500-4200 | Integrale | Manuale 6 marce            | 1.375              | 220          | 7"8                 | 7,3                | 170                   | 09/2003-03/2013    |
| 2.0 FSI                  | berlina 3p/5p           | EA113 (AXW, BLR, BLX, BVY)  | 1984       | Iniezione elettronica diretta                                 | 150/6000       | 200/3500       | Anteriore | Manuale 6 marce            | 1.275              | 211          | 9"1                 | 7,3                | 166                   | 03/2003-11/2006    |
| 2.0 TFSI                 | berlina 3p/5p           | EA113 (AXX, BPY, BWA)       | 1984       | Iniezione elettronica diretta, turbocompressore e intercooler | 200/ 5100-6000 | 280/ 1700-5000 | Anteriore | Manuale 6 marce            | 1.295              | 234          | 6"6                 | 7,1                | 164                   | 07/2004-03/2013    |
| 2.0 TFSI                 | cabriolet               | EA888 (CAWB, CCZA)          | 1984       | Iniezione elettronica diretta, turbocompressore e intercooler | 200/ 5100-6000 | 280/ 1700-5000 | Anteriore | Manuale 6 marce            | 1.435              | 238          | 7"4                 | 7,2                | 169                   | 01/2008-03/2013    |
| 2.0 TFSI quattro         | berlina 3p/5p           | EA113 (AXX, BPY, BWA)       | 1984       | Iniezione elettronica diretta, turbocompressore e intercooler | 200/ 5100-6000 | 280/ 1700-5000 | Integrale | Manuale 6 marce            | 1.355              | 234          | 7"                  | 9,3                | 211                   | 07/2004-03/2013    |
| S3                       | berlina 3p/5p           | EA113 (BHZ, CDLA)           | 1984       | Iniezione elettronica diretta, turbocompressore e intercooler | 265/6000       | 350/ 2500-5000 | Integrale | Manuale 6 marce            | 1.455              | 250          | 5"5                 | 9,6                | 217                   | 08/2006-10/2012    |
| RS3                      | berlina 5p              | EA855 (CEPA)                | 2480       | Iniezione elettronica diretta, turbocompressore e intercooler | 340/ 5400-6500 | 450/ 1600-5300 | Integrale | Doppia frizione 7 rapporti | 1.575              | 250          | 4"6                 | 9,7                | 212                   | 03/2011-10/2012    |
| 3.2 V6 quattro           | berlina 3p/5p           | EA390 (BDB, BMJ, BUB)       | 3189       | Iniezione elettronica indiretta                               | 250/6300       | 320/ 2500-3000 | Integrale | Manuale 6 marce            | 1.420              | 250          | 6"5                 | 11,2               | 254                   | 09/2003-05/2009    |
| Versioni diesel          |                         |                             |            |                                                               |                |                |           |                            |                    |              |                     |                    |                       |                    |
| 1.6 TDI (90 CV)          | berlina 3p/5p           | EA189 (CAYB)                | 1598       | Turbodiesel iniezione diretta common rail                     | 90/4200        | 230/ 1500-2500 | Anteriore | Manuale 5 marce            | 1.280              | 180          | 12"9                | 4,5                | 114                   | 05/2009-10/2012    |
| 1.6 TDI (105 CV)         | berlina 3p/5p           | EA189 (CAYC)                | 1598       | Turbodiesel iniezione diretta common rail                     | 105/4400       | 250/ 1500-2500 | Anteriore | Manuale 5 marce            | 1.275              | 194          | 11"4                | 4,1                | 109                   | 06/2009-03/2013    |
| 1.6 TDI (105 CV)         | cabriolet               | EA189 (CAYC)                | 1598       | Turbodiesel iniezione diretta common rail                     | 105/4400       | 250/ 1500-2500 | Anteriore | Manuale 5 marce            | 1.430              | 190          | 12"2                | 4,3                | 114                   | 06/2009-03/2013    |
| 1.6 TDIe                 | berlina 3p/5p           | EA189 (CAYC)                | 1598       | Turbodiesel iniezione diretta common rail                     | 105/4400       | 250/ 1500-2500 | Anteriore | Manuale 5 marce            | 1.280              | 194          | 11"4                | 3,8                | 99                    | 06/2009-10/2012    |
| 1.9 TDI                  | berlina 3p/5p           | EA188 (BJB, BKC, BXE, BLS)  | 1896       | Turbodiesel iniezione diretta con iniettore-pompa             | 105/4000       | 250/1900       | Anteriore | Manuale 5 marce            | 1.280              | 187          | 11"4                | 4,7                | 124                   | 05/2003-10/2009    |
| 1.9 TDI                  | cabriolet               | EA188 (BJB, BKC, BXE, BLS)  | 1896       | Turbodiesel iniezione diretta con iniettore-pompa             | 105/4000       | 250/1900       | Anteriore | Manuale 5 marce            | 1.425              | 185          | 12"3                | 5,1                | 134                   | 01/2008-10/2009    |
| 1.9 TDIe                 | berlina 3p/5p           | EA188 (BJB, BKC, BXE, BLS)  | 1896       | Turbodiesel iniezione diretta con iniettore-pompa             | 105/4000       | 250/1900       | Anteriore | Manuale 5 marce            | 1.280              | 194          | 11"4                | 4,5                | 119                   | 03/2007-10/2009    |
| 2.0 TDI (140 CV)         | berlina 3p/5p           | EA188 (BKD)                 | 1968       | Turbodiesel iniezione diretta con iniettore-pompa             | 140/4000       | 320/ 1750-2500 | Anteriore | Manuale 6 marce            | 1.340              | 207          | 9"5                 | 5,5                | 148                   | 03/2003-04/2005    |
| 2.0 TDI (140 CV)         | berlina 3p/5p           | EA188 (BMM)                 | 1968       | Turbodiesel iniezione diretta con iniettore-pompa             | 140/4000       | 320/ 1750-2500 | Anteriore | Manuale 6 marce            | 1.330              | 207          | 9"5                 | 5,5                | 149                   | 04/2005-03/2008    |
| 2.0 TDI (140 CV)         | berlina 3p/5p           | EA189 (CBAB, CFFB)          | 1968       | Turbodiesel iniezione diretta common rail                     | 140/4000       | 320/ 1750-2500 | Anteriore | Manuale 6 marce            | 1.320              | 207          | 9"4                 | 5,1                | 134                   | 04/2008-03/2013    |
| 2.0 TDI (140 CV)         | cabriolet               | EA189 (CBAB, CFFB)          | 1968       | Turbodiesel iniezione diretta common rail                     | 140/4000       | 320/ 1750-2500 | Anteriore | Manuale 6 marce            | 1.475              | 205          | 9"7                 | 5,3                | 139                   | 04/2008-03/2013    |
| 2.0 TDI quattro (140 CV) | berlina 3p/5p           | EA188 (BKD)                 | 1968       | Turbodiesel iniezione diretta con iniettore-pompa             | 140/4000       | 320/ 1750-2500 | Integrale | Manuale 6 marce            | 1.375              | 205          | 9"5                 | 5,9                | 161                   | 09/2003-04/2005    |
| 2.0 TDI quattro (140 CV) | berlina 3p/5p           | EA188 (BMM)                 | 1968       | Turbodiesel iniezione diretta con iniettore-pompa             | 140/4000       | 320/ 1750-2500 | Integrale | Manuale 6 marce            | 1.400              | 207          | 9"5                 | 5,5                | 162                   | 04/2005-03/2008    |
| 2.0 TDI quattro (140 CV) | berlina 3p/5p           | EA189 (CBAB, CFFB)          | 1968       | Turbodiesel iniezione diretta common rail                     | 140/4000       | 320/ 1750-2500 | Integrale | Manuale 6 marce            | 1.475              | 205          | 9"3                 | 5,9                | 146                   | 04/2008-03/2013    |
| 2.0 TDI (170 CV)         | berlina 3p/5p           | EA188 (BMN, BKQ, BUY)       | 1968       | Turbodiesel iniezione diretta con iniettore-pompa             | 170/4200       | 350/ 1750-2500 | Anteriore | Manuale 6 marce            | 1.340              | 222          | 8"2                 | 5,8                | 157                   | 03/2006-04/2008    |
| 2.0 TDI (170 CV)         | berlina 3p/5p           | EA189 (CBBB, CFGB)          | 1968       | Turbodiesel iniezione diretta common rail                     | 170/4200       | 350/ 1750-2500 | Anteriore | Manuale 6 marce            | 1.335              | 224          | 8"                  | 5,2                | 173                   | 04/2008-03/2013    |
| 2.0 TDI quattro (170 CV) | berlina 3p/5p           | EA188 (BMN, BKQ, BUY)       | 1968       | Turbodiesel iniezione diretta con iniettore-pompa             | 170/4200       | 350/ 1750-2500 | Integrale | Manuale 6 marce            | 1.440              | 220          | 7"8                 | 6,4                | 173                   | 03/2006-04/2008    |
| 2.0 TDI quattro (170 CV) | berlina 3p/5p           | EA189 (CBBB, CFGB)          | 1968       | Turbodiesel iniezione diretta common rail                     | 170/4200       | 350/ 1750-2500 | Integrale | Manuale 6 marce            | 1.425              | 222          | 7"8                 | 5,6                | 148                   | 04/2008-03/2013    |